# 館林市
館林市（たてばやしし）は、群馬県南東部にある市。昭和の大合併（1954年）に旧邑楽郡の1町7村が合併して市制施行。上毛かるたで「ツル舞う形」と喩えられた群馬県の「ツルの頭」に位置する。
関東大都市圏に属する。また近隣の町などから労働人口流入があり、本市を中心とする館林都市圏を形成している。

## 概況
今から約2万年前に館林に最初に人々が住み始めた事が確認されている。中世になると赤井氏、長尾氏、由良氏などが館林を本拠地とし、最終的には1590年に徳川四天王の一人である榊原康政が関東以北への押さえとして館林城に入り城下町を整備した。江戸時代の第五代将軍徳川綱吉が城主だった時期（25万石）もある。近隣農村からの農産物の集積地であったことや水が豊富であったことから明治維新後に近代的設備の加工業が興り、いちはやく近代化が進んで栄えた。
農業では米や麦のほか、キュウリ、トマト、ナス等の野菜の生産が盛んである。特に小麦が多く取れたことから、うどんなど小麦粉に関する食文化が発展し、食品会社の工場も多く立地している。
ツツジの名勝・つつじが岡公園や、全国的に有名な分福茶釜の物語で知られる茂林寺、日本遺産「里沼」などの観光地がある。
群馬県の平成の大合併以前からあった市としては、唯一市町村合併を行わなかった市であるが、邑楽郡大泉町を除く邑楽郡4町との合併に向けた研究会を設置していた。七五三は、館林城主徳川徳松の健康回復を願って1681年に始まったものが全国に広がった。

## 地理

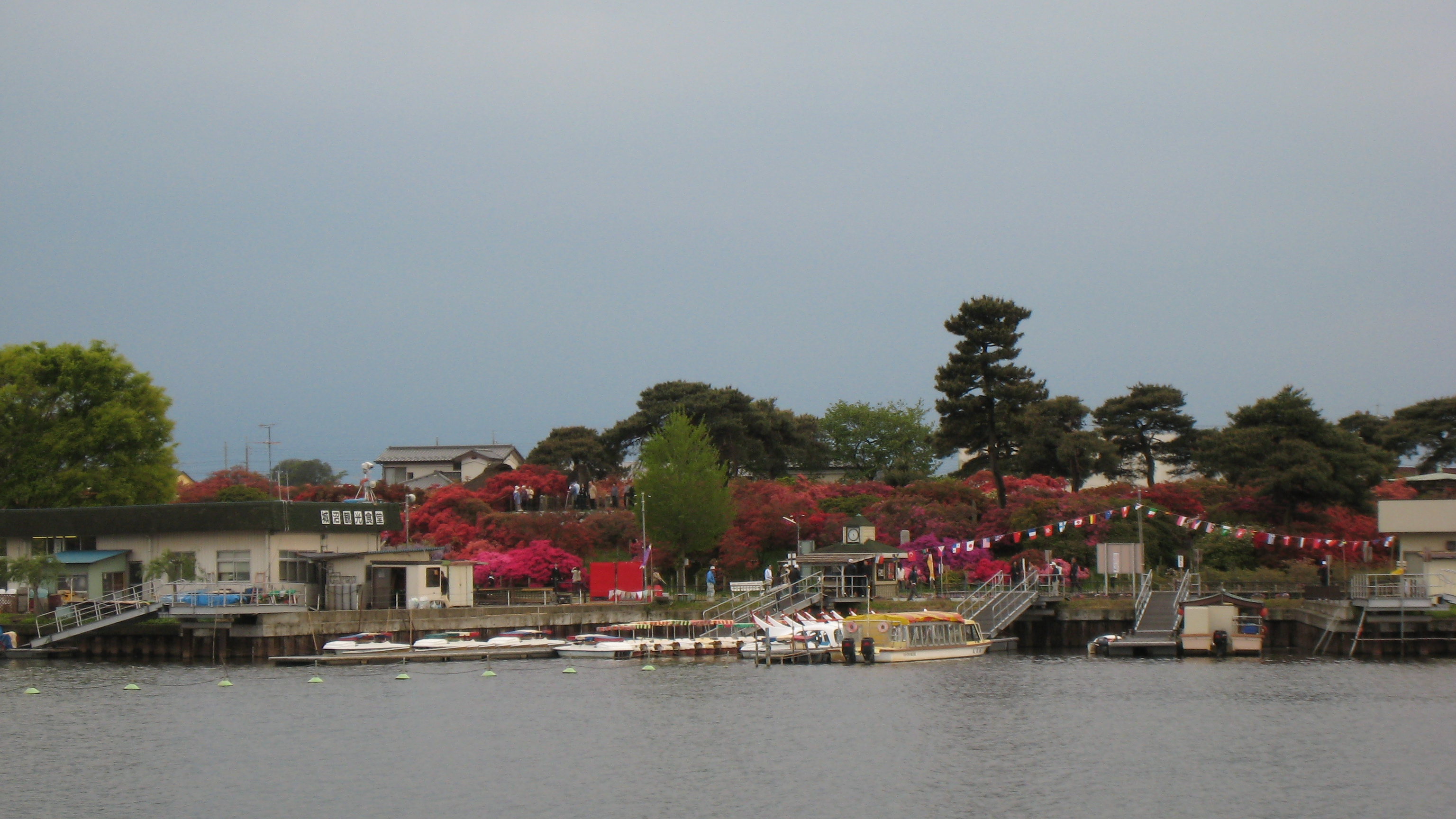
つつじが岡公園

東毛地域と呼ばれる群馬県の東部に位置し、市域の北部は渡良瀬川を隔てて栃木県佐野市及び足利市、東部は群馬県邑楽郡板倉町、南部は明和町及び千代田町に、西部は邑楽町に接する。
南北を渡良瀬川、利根川の2大河川に挟まれ、鶴生田川が市街地を東西に、市西部を多々良川、近藤川が南北に流れ、茂林寺川、新堀川、新谷田川、谷田川が市南部を貫流している。城沼、多々良沼、近藤沼、茂林寺沼などの沼が点在する低湿地帯と台地（大宮台地から切り離された館林台地、主に低台地）から成り立っている。

### 人口
館林市の総人口は2005年（平成17年）に79,454人となったのをピークに減少傾向が続いている。
2020年の令和2年国勢調査によると、館林市の人口は75,309人、総世帯数は31,643世帯である。
| 中国           | 556人 |
| フィリピン     | 313人 |
| ブラジル       | 299人 |
| ペルー         | 107人 |
| 韓国・朝鮮     | 104人 |
| バングラデシュ | 80人  |
| タイ           | 78人  |

（2007年7月1日現在）
| |                                        |  |
| 館林市と全国の年齢別人口分布（2005年） | 館林市の年齢・男女別人口分布（2005年） |  |
| ■紫色 ― 館林市 ■緑色 ― 日本全国 | ■青色 ― 男性 ■赤色 ― 女性              |  |
| 館林市（に相当する地域）の人口の推移 \| 1970年（昭和45年） \| 61,130人 \| \| \| 1975年（昭和50年） \| 66,410人 \| \| \| 1980年（昭和55年） \| 70,245人 \| \| \| 1985年（昭和60年） \| 75,141人 \| \| \| 1990年（平成2年） \| 76,221人 \| \| \| 1995年（平成7年） \| 76,857人 \| \| \| 2000年（平成12年） \| 79,371人 \| \| \| 2005年（平成17年） \| 79,454人 \| \| \| 2010年（平成22年） \| 78,608人 \| \| \| 2015年（平成27年） \| 76,667人 \| \| \| 2020年（令和2年） \| 75,309人 \| \| |                                        |  |
| 総務省統計局 国勢調査より |                                        |  |
| 1970年（昭和45年） | 61,130人                               |  |
| 1975年（昭和50年） | 66,410人                               |  |
| 1980年（昭和55年） | 70,245人                               |  |
| 1985年（昭和60年） | 75,141人                               |  |
| 1990年（平成2年） | 76,221人                               |  |
| 1995年（平成7年） | 76,857人                               |  |
| 2000年（平成12年） | 79,371人                               |  |
| 2005年（平成17年） | 79,454人                               |  |
| 2010年（平成22年） | 78,608人                               |  |
| 2015年（平成27年） | 76,667人                               |  |
| 2020年（令和2年） | 75,309人                               |  |

### 気候
冬から春先にかけて北風（からっ風、赤城おろし）が吹き、夏は雷が多く発生する。
また、他県境付近の市（埼玉県熊谷市、群馬県前橋市など）と同様、夏の時期には40°C近い猛暑に見舞われることがある。
- 2007年8月15日には最高気温40.2°C、翌8月16日にも40.3°Cを観測した。最高気温40°C以上を2日連続で観測するのはこれが観測史上初であった。
- 2011年6月22日には全国で最初の猛暑日を観測した。また、翌々日6月24日には最高気温39.3°Cを観測し、館林市の6月の観測史上最高気温を更新した。
- 2013年8月10日には最高気温40.1°Cを観測した。
- 2018年7月23日にはこれまでの観測場所で最高気温40.1°Cを観測した。ただし、後述の観測所移転により同日の最高気温は39.4°Cとなっている[6]。また、同年の夏は館林市に限らず全国的に猛暑に見舞われた（2018年の猛暑も参照）が、8月18日には最低気温15.9°Cを観測し、館林市の8月の観測史上最低気温を更新した。
- 猛暑日の年間日数は国内有数であり、2010年（41日）[7]、2011年（30日）[8]、2012年（32日）[9]、2014年（23日）[10]、2015年（29日）[11]には国内最多を記録した。

これらの猛暑が発生する理由は、発達した太平洋高気圧がもたらす温かい大気が、当市の北西にある赤城山方面から、熱風となって吹き降りるフェーン現象のためである。
2001年から市民一斉気温測定を行い、市内の気温分布を調査している。アメダスの記録と比べ、露場が広く、芝生である館林城跡地では0.0〜0.4°C低く、交通量の多い道路沿いでは2〜3°C高い。館林市中心部では1〜2°C高く、郊外の森林や水辺では市街地より3〜5°C低いことから、高温は市街地で発生することが分かった（ヒートアイランド現象）。市民は打ち水や緑のカーテンなどで気温を下げる活動を行っている。2008年6月に「暑さ対策本部」（本部長は市長）を設置し、市民、企業、行政が一体となって暑さ対策に取り組むことになった。
アメダス観測所は2018年6月11日まで館林消防署（美園町）敷地内にあった。土の上に防草シートを敷いて設置されている他、周辺の立地条件などから温度が上がりやすいのではないかとインターネット上で指摘され、挙句の果てに「ズル林」などとも揶揄されてきた。そんな中、観測所が6月12日群馬県立館林高等学校（富士原町）敷地内に移転された。温度に関する指摘の声を認識していた気象庁は、既存設備撤去後の消防署内の跡地に簡易観測装置を設置、新旧観測場所の観測結果を7月2日から10月1日まで公開、比較できるようにしている。
- 最高気温 - 40.3°C（2007年〈平成19年〉8月16日）
- 最低気温 - -8.8°C（1984年〈昭和59年〉1月20日）
- 最大日降水量 - 228.0mm（2019年〈令和元年〉10月12日）
- 最大瞬間風速 - 28.3m/s（2009年〈平成21年〉8月9日）
- 夏日最多日数 - 157日（2024年〈令和6年〉）
- 真夏日最多日数 - 93日（2024年〈令和6年〉）
- 猛暑日最多日数 - 43日（2023年〈令和5年〉）
- 熱帯夜最多日数 - 48日（2024年〈令和6年〉）
- 冬日最多日数 - 91日（1984年〈昭和59年〉）
- 真冬日最多日数 - 0日（観測記録なし[注 1]）

| 館林市（館林地域気象観測所）の気候                      | 館林市（館林地域気象観測所）の気候 | 館林市（館林地域気象観測所）の気候 | 館林市（館林地域気象観測所）の気候 | 館林市（館林地域気象観測所）の気候 | 館林市（館林地域気象観測所）の気候 | 館林市（館林地域気象観測所）の気候 | 館林市（館林地域気象観測所）の気候 | 館林市（館林地域気象観測所）の気候 | 館林市（館林地域気象観測所）の気候 | 館林市（館林地域気象観測所）の気候 | 館林市（館林地域気象観測所）の気候 | 館林市（館林地域気象観測所）の気候 | 館林市（館林地域気象観測所）の気候 |
| 月                                                      | 1月                                | 2月                                | 3月                                | 4月                                | 5月                                | 6月                                | 7月                                | 8月                                | 9月                                | 10月                               | 11月                               | 12月                               | 年                                 |
| ------------------------------------------------------- | ---------------------------------- | ---------------------------------- | ---------------------------------- | ---------------------------------- | ---------------------------------- | ---------------------------------- | ---------------------------------- | ---------------------------------- | ---------------------------------- | ---------------------------------- | ---------------------------------- | ---------------------------------- | ---------------------------------- |
| 最高気温記録 °C （°F）                                  | 18.9 (66)                          | 24.0 (75.2)                        | 27.1 (80.8)                        | 33.2 (91.8)                        | 35.4 (95.7)                        | 39.4 (102.9)                       | 40.2 (104.4)                       | 40.3 (104.5)                       | 39.3 (102.7)                       | 33.9 (93)                          | 25.4 (77.7)                        | 25.2 (77.4)                        | 40.3 (104.5)                       |
| 平均最高気温 °C （°F）                                  | 9.6 (49.3)                         | 10.6 (51.1)                        | 14.3 (57.7)                        | 20.2 (68.4)                        | 24.8 (76.6)                        | 27.4 (81.3)                        | 31.2 (88.2)                        | 32.7 (90.9)                        | 28.3 (82.9)                        | 22.4 (72.3)                        | 16.8 (62.2)                        | 11.8 (53.2)                        | 20.8 (69.4)                        |
| 日平均気温 °C （°F）                                    | 4.0 (39.2)                         | 4.9 (40.8)                         | 8.5 (47.3)                         | 14.0 (57.2)                        | 18.9 (66)                          | 22.4 (72.3)                        | 26.1 (79)                          | 27.3 (81.1)                        | 23.4 (74.1)                        | 17.6 (63.7)                        | 11.5 (52.7)                        | 6.2 (43.2)                         | 15.4 (59.7)                        |
| 平均最低気温 °C （°F）                                  | −0.7 (30.7)                        | 0.1 (32.2)                         | 3.4 (38.1)                         | 8.6 (47.5)                         | 14.0 (57.2)                        | 18.5 (65.3)                        | 22.4 (72.3)                        | 23.5 (74.3)                        | 19.8 (67.6)                        | 13.7 (56.7)                        | 6.9 (44.4)                         | 1.5 (34.7)                         | 11.0 (51.8)                        |
| 最低気温記録 °C （°F）                                  | −8.8 (16.2)                        | −7.0 (19.4)                        | −4.7 (23.5)                        | −1.0 (30.2)                        | 3.6 (38.5)                         | 11.0 (51.8)                        | 14.6 (58.3)                        | 15.9 (60.6)                        | 10.2 (50.4)                        | 2.8 (37)                           | −2.0 (28.4)                        | −5.9 (21.4)                        | −8.8 (16.2)                        |
| 降水量 mm （inch）                                      | 37.2 (1.465)                       | 34.2 (1.346)                       | 70.1 (2.76)                        | 84.6 (3.331)                       | 114.2 (4.496)                      | 142.3 (5.602)                      | 158.6 (6.244)                      | 143.9 (5.665)                      | 167.9 (6.61)                       | 160.6 (6.323)                      | 56.0 (2.205)                       | 33.0 (1.299)                       | 1,202.6 (47.346)                   |
| 平均降水日数 （≥1.0 mm）                                | 3.8                                | 4.4                                | 8.3                                | 8.9                                | 10.3                               | 12.1                               | 12.6                               | 9.6                                | 11.8                               | 9.7                                | 6.0                                | 3.8                                | 101.2                              |
| 平均月間日照時間                                        | 212.3                              | 194.9                              | 196.9                              | 196.4                              | 189.6                              | 131.1                              | 152.7                              | 175.5                              | 133.5                              | 142.4                              | 168.6                              | 193.8                              | 2,087.6                            |
| 出典：気象庁 (平均値：1991年-2020年、極値：1978年-現在) |                                    |                                    |                                    |                                    |                                    |                                    |                                    |                                    |                                    |                                    |                                    |                                    |                                    |

### 町丁名
地区分類は国勢調査における町丁字コードによる。

#### 館林地区
- 本町1-4丁目
- 千代田町
- 富士見町
- 栄町
- 仲町
- 西本町
- 代官町
- 台宿町
- 広内町
- 朝日町
- 大手町
- 城町
- 尾曳町

#### 郷谷地区
- 加法師町
- 当郷町
- 若宮町
- 瀬戸谷町
- 坂下町
- 東広内町
- 細内町
- 千塚町
- 田谷町
- 四ツ谷町

#### 大島地区
- 大島町

#### 赤羽地区
- 上赤生田町
- 赤生田本町
- 赤生田町
- 羽附町
- 花山町
- 楠町
- 羽附旭町

#### 六郷地区
- 新宿1-2丁目
- 緑町1-2丁目
- 松原1-3丁目
- つつじ町
- 美園町
- 堀工町
- 分福町
- 南美園町
- 近藤町
- 青柳町
- 苗木町
- 諏訪町
- 東美園町
- 西美園町
- 小桑原町
- 富士原町

#### 三野谷地区
- 野辺町
- 上三林町
- 下三林町
- 入ヶ谷町

#### 多々良地区
- 高根町
- 新栄町
- 松沼町
- 木戸町
- 日向町
- 大街道1-3丁目
- 西高根町
- 成島町
- 大谷町
- 赤土町
- 北成島町

#### 渡瀬地区
- 下早川田町
- 上早川田町
- 傍示塚町
- 足次町
- 岡野町
- 大新田町

## 地名
館林の地名が出てくる古いものに15世紀の歴史を記した『鎌倉大草紙』があり、応永22年（1415年）11月の終わりの條に、上杉禅秀が館林を討って上野国の過半を従えたと出てくる。その後表記は館林、立林の両方が見られ、読みもたてばやし、たちばやしの両方があったが、永禄以降に現在の言い方に定まったと思われる。

## 歴史
- 旧石器時代・縄文時代
  - 紀元前2万年~1万年 - 石器の発見により館林に旧石器時代（2万年前）から人々が住み始めたことが分かった。またそれより後の縄文時代の竪穴建物跡、石器、土器も発見された。当時はこの辺りまでが海であり館林は海への玄関口であった。
- 弥生時代・古墳時代
  - 紀元前300年ころ - 伝衛門遺跡・北近藤第一地点遺跡など150以上の地点で弥生時代の建物跡が発見されている。古墳時代になると天神双子古墳、山王山古墳、淵の上古墳など多数の古墳が作られた。調査の結果この地方は当時の中央政権の勢力下であったようである。
- 奈良時代・平安時代
  - 769年 - 書物『続日本紀』に「邑楽郡」（当時の館林も含むこの地方一帯の名前で、読みはヲハラキ又はオホアラキ）が登場する。ちなみに現在も館林以外の東毛地方を邑楽郡（オウラグン）と言う。
  - 927年 - 書物『延喜式』にも「邑楽郡」が登場する。この当時の邑楽郡内の地名には「長柄・疋田・池田・八田」があると記されている。
  - 1108年 - この時代中世の所領が形成され館林・邑楽一体には藤原氏系譜の佐貫荘が成立した。その後1184年の一ノ谷の戦い後、佐貫荘の佐貫広綱は頼朝の御家人となる。

- 鎌倉時代・室町時代

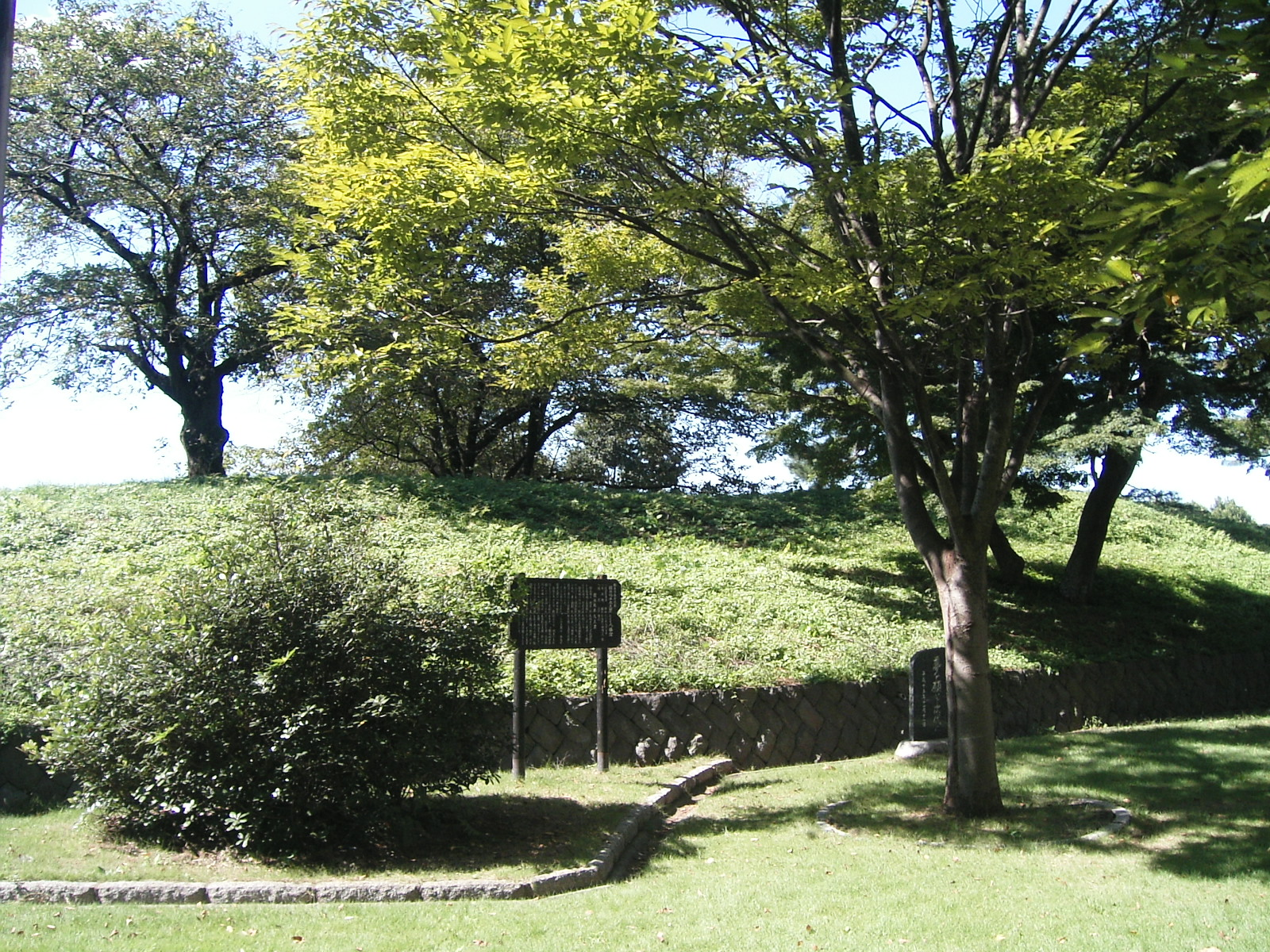
館林城本丸跡

  - 1199年 - 頼朝が没し実権が北条氏に移ると佐貫荘など最有力の御家人を次々滅ぼし所領を没収。
  - 1333年 - 南朝の新田義貞と北朝の足利尊氏の対立が激化。館林一帯の佐貫荘は足利、新田両軍に分裂した。
  - 1338年 - 足利尊氏が室町幕府を開く。新田方の佐貫荘は所領を没収された。この頃館林一帯に足利方の佐貫荘の一族、舞木氏が頭角を現す。
  - 1416年 - 関東管領上杉禅秀が、足利持氏と対立。上杉方に舞木氏、岩松氏（新田一族）が加わり参戦する。しかしこの上杉禅秀の乱は鎮圧され禅秀は自害。翌1417年、今度は岩松氏が蜂起するが、この時は舞木氏は足利方として戦い、岩松満純を討ち取りその首を鎌倉へ差し出した。
  - 1454年 - 羽継原合戦が勃発。佐貫荘舞木氏の被官赤井氏が台頭を表す。（赤井、舞木両氏とも足利成氏に重用される。）
  - 1471年 - 幕府・上杉方が足利荘と佐貫荘に侵攻。赤井文三、赤井文六が館林城に籠城して上杉勢と戦う。しかし、館林城は落城。上杉方は古河へ進撃、成氏は敗走した。当時の館林城は上杉方・足利方の中間に位置し両陣営攻防の拠点であった。
  - 1562年 - 上杉謙信（長尾景虎）が館林城を攻める。城主赤井文六は降伏し、忍城（現在の埼玉県行田市）へ落ちのびる。上杉謙信は館林城を長尾景長に与える。景長の没後、長尾家を金山城主次男（現在の群馬県太田市）由良顕長が継ぐ。長尾・由良陣営は「新田・館林・足利」にまたがる一大勢力になった。
  - 1574年 - 長尾・由良陣営は北条氏との関係強化に踏み出す。これに反発した上杉謙信は新田・館林・足利各所に大々的に放火。これを長尾・由良陣営は防戦。
- 安土桃山時代
  - 1578年 - 長尾氏の下で東毛地域の勧農開拓の為の植林、用水路事業を行い多大なる貢献をした大谷休泊（大谷新左衛門）が没する。
  - 1584年 - 北条氏直が館林城を攻める。翌年落城し館林城は北条氏規に与えられる。館林領は北条氏の直轄領となる。
  - 1590年 - 豊臣秀吉が北条氏討伐のため出兵。石田三成を将とする軍勢2万人を館林城に向かわせる（その他関東の北条氏の城にも攻撃）。館林城側は6千人が篭城。5月22日、石田勢は軍勢を三手に分け総攻撃するも4ヶ月たっても城が落ちなかった。石田勢は館林城東南の大沼（城沼）からの侵攻を計画するも、城攻め用に調達した大量の大木が消失する。北条氏勝から稲荷が館林城の鎮守として祭られていることを知ると、狐の霊験を恐れ開城交渉を申し入れた。城側もこれを受け入れ5月末退散した。この年徳川家康の江戸御打入り。江戸の総奉行で徳川四天王の一人榊原康政が館林城主となり、10万石を領する。康政は8月19日、領内茂林寺に対し寺中への狼藉・竹木伐採・放牛馬についての禁制を下す。
  - 1591年 - 榊原康政が竜興寺に対し寺中への禁制を下す。
  - 1595年 - 榊原康政が利根川、渡良瀬川の両川に計54キロに及ぶ堤防を築く大工事を行う。これにより河川の氾濫が大幅に低下した。
  - 1597年 - 館林城城下町に南北通り（日光脇往還）が完成。また、館林内の薬師堂、善導寺、天神宮、観音堂などを城の西側に移設。その後、成島、当郷、小桑原、谷越、足次の5村の農民を新設の城下町に移住させ町民とする（新町人は地税免除）。館林城を中心に城下町、寺社を配置しその周囲を塀で囲み5つの門を設ける。館林城を江戸にいる徳川の防戦砦として整備した。
  - 1600年 - 関ヶ原の戦いが起こる。榊原康政は徳川家康の子徳川秀忠について参戦する。資金不足で戦いに間に合わなかった秀忠に家康は会おうともしなかったが、康政は身をもって家康に侘び父子の仲直りが実現した。以後秀忠は家康没後も榊原康政に殊遇を忘れなかった。

- 江戸時代

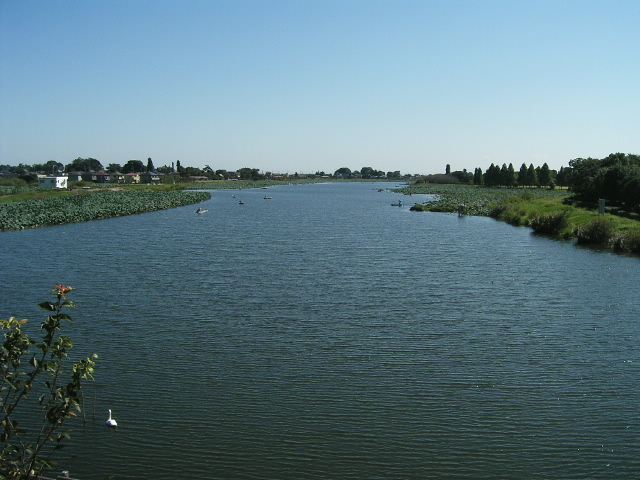
城沼

  - 1605年 - 榊原康政の愛妾お辻が他の側室の妬みに耐えかねて、城沼に身を投げて自殺。これを知った村の人々がお辻の死を哀れみ生前に愛したツツジの木を1本、城沼の南岸、龍灯の松のかたわらに植え、その霊を慰めた。
  - 1606年 - 5月14日、榊原康政が館林城内で死去し善導寺に葬られる。遺領は三男の康勝が継ぐ。
  - 1617年 - 徳川家康の遺骸が日光山改葬のため、館林城下を通過。
  - 1627年 - 榊原忠次が城沼の南丘にツツジの名木808株を多数移植。領民遊覧のため拡張する。（現在のつつじが岡公園）
  - 1661年 - 後の徳川5代将軍徳川綱吉が館林城主となる（館林宰相とよばれた）。館林城は25万石の城となり、また大改築も実施されたため、大変壮大な名城となった。本丸・二の丸・三の丸・屋敷百家・旗本など大名小路は多くの人々で満ち溢れ、館林の繁栄はまるで「江戸の全盛期」のようであったと書物『館林記』に記されている。この時、館林城に近い下野国2郡7村が邑楽郡に編入し、綱吉の新領地に加わる。また、館林城鐘もこの年に鋳造。
  - 1676年 - 過重な年貢に苦しむ名主小沼庄左衛門ら18名が越訴の罪で処刑される（日向義民）
  - 1680年 - 徳川綱吉が徳川幕府第5代の将軍に任ぜられ権大納言となる。綱吉の子徳川徳松（当時2歳）が館林城主になる。
  - 1681年 - 病弱な徳川徳松の健康回復を願って儀式（現在の七五三）が行われる。
  - 1683年 - 5月28日午後8時、徳松が病死し、館林城が廃城になる。以後館林は代官が支配する。
  - 1707年 - 徳川綱重の次男越智松平氏松平清武が館林城主になる。館林城の再築に着手。再築費3万1千両。
  - 1718年 - 再築や米価暴落により藩政困窮し、増税を割り当てられた領民が享保の館林一揆（館林騒動[18]）を起こす。翌年、首謀者の田谷村名主小池藤左衛門ら3人が処刑される（享保の三義人）。
  - 1837年 - 館林出身の生田万が越後国柏崎で乱を起こす（生田万の乱）。襲撃の際の重症をうけ切腹をとげる。享年37。
  - 1845年 - 山形藩より秋元志朝が館林城に入封。幕府の権力衰退の中、江戸の大地震をきっかけに藩政の大改革を断行。多くの江戸の家臣を館林に移した。また、館林藩校の求道館を整備拡充し、造士書院と改称。優秀なものを江戸に遊学させる。
  - 1863年 - 館林藩が雄略天皇陵の修理を完了する。
  - 1868年 - 館林藩は官軍として戊辰戦争を戦う。東北各地の戦功により永世1万石を下賜される。

- 明治時代

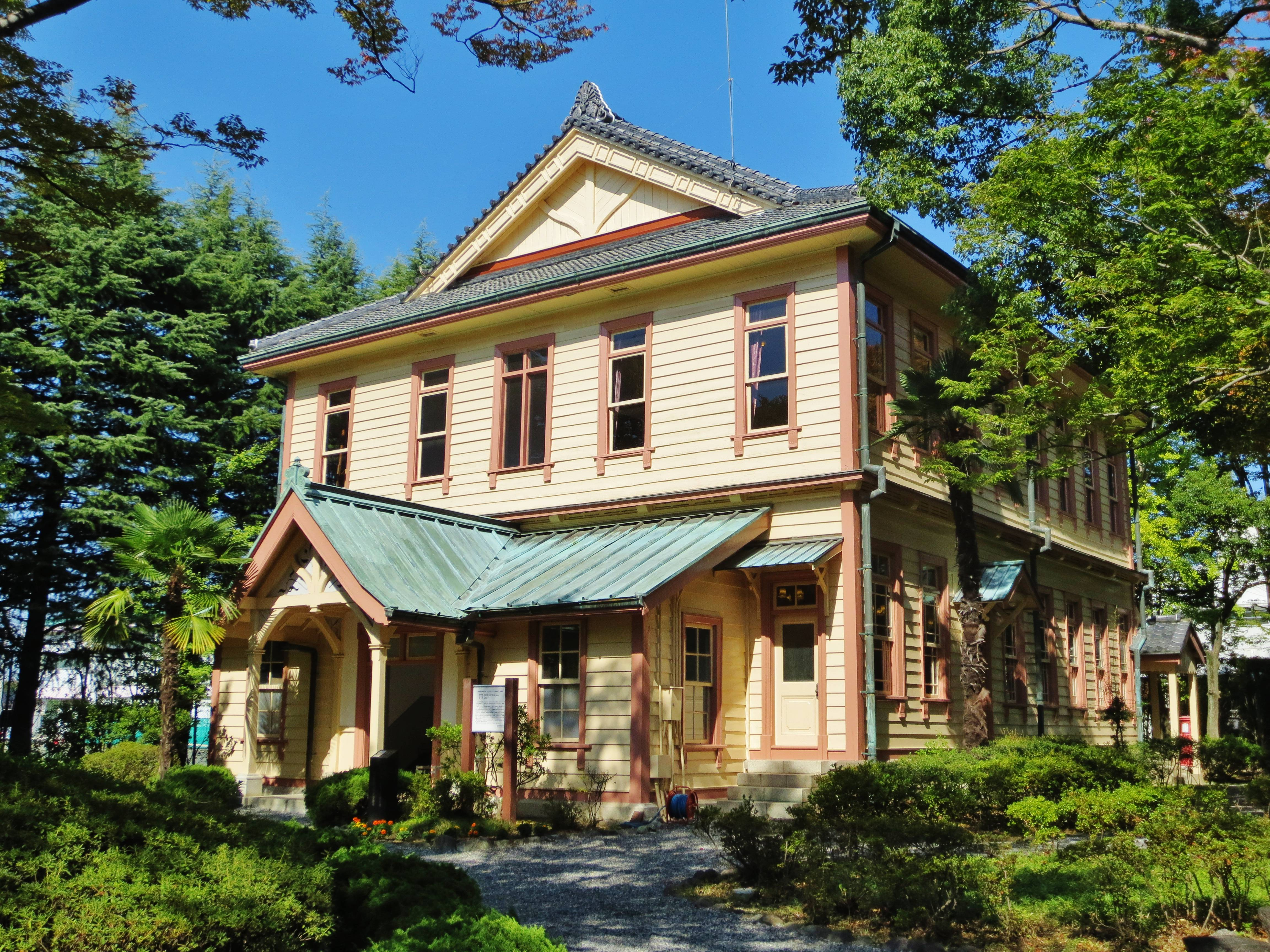
旧上毛モスリン事務所（館林市第二資料館内）

  - 1869年 - 江戸幕府が倒れる。版籍奉還により旧館林藩主、秋元礼朝が館林藩の知事となる。
  - 1871年 - 廃藩置県により館林県設置。館林城が県庁舎となる。同年11月に新設された栃木県に編入。
  - 1873年 - 学制に基づき進修学舎・小学西舎・小学東舎などの学舎が開学する。
  - 1873年 - 正田文右衛門が千葉県野田市の茂木房五郎より醤油醸造業を勧められ、正田醤油を創業。
  - 1874年 - 大名小路から出火、館林城の大部分が焼ける。当時の書物「邑楽郡誌」には「城内大名小路より失火し折からの西風にあおられ南側どおりを焼き払い城楼に飛び火し瞬時にして、数百年来の名城を烏有にきせしめたるは惜しみても尚余る事なり」と記されている。
  - 1876年 - 右大臣岩倉具視から「群馬県となるように」と達しがあったことから館林は群馬県の管轄となる。
  - 1878年 - 第四十国立銀行が設立し、開業。
  - 1889年 - 町村制施行により邑楽郡内に、館林町、郷谷村、大島村、赤羽村、六郷村、三野谷村、多々良村、渡瀬村が誕生。
  - 1897年 - 館林出身の文豪田山花袋が島崎藤村、国木田独歩、柳田國男らと「叙情詩」を出版する。
  - 1900年 - 初代館林名誉市民である正田貞一郎が小室良七らとともに「館林実業談話会」を設立。館林発展のために商工業を起こすことを決定。その後、館林製粉会社（日清製粉）を代官町（現・第一小）に設立する。その後正田貞一郎は吉田茂内閣の時に産業功労者として貴族院議員に勅選された。
  - 1902年 - 荒井藤七、鈴木平三郎の両氏が日本の今後の産業についてモスリンの可能性に着目。同志数名とともに荒井織物工場（後の上毛モスリン株式会社）を設立。館林や、東京・関西の資本も加わり上毛モスリンは驚異的な発展を遂げる。1907年には大阪株式市場に上場を果たす。
  - 1907年 - 東武伊勢崎線川俣-足利間開通に伴い、館林駅が開業。上毛モスリンが館林城跡地二の丸を秋元氏より買収。工場を大幅に拡充。またモスリン工場から館林停車場までトロッコ軌道が引かれる。（モスリン新道）
  - 1907年 - 田山花袋が「蒲団」を発表。
- 大正時代
  - 1916年 - 館林町立実科高等女学校（現群馬県立館林女子高等学校）が開校
  - 1916年 - 館林町の人口：12, 248名。
  - 1917年 - 上毛モスリンで群馬県下初のストライキが起きる。「女工の争議」として新聞に掲載され、社会的に注目される。
  - 1921年 - 群馬県立館林中学校（現・群馬県立館林高等学校）が開校。
  - 1924年 - 館林出身の画家小室翠雲が文展審査員から帝国美術院会員の勅任待遇となる。（その後帝室技芸員に任じられる）

- 昭和時代

大日本職業別明細図館林町 昭和9年

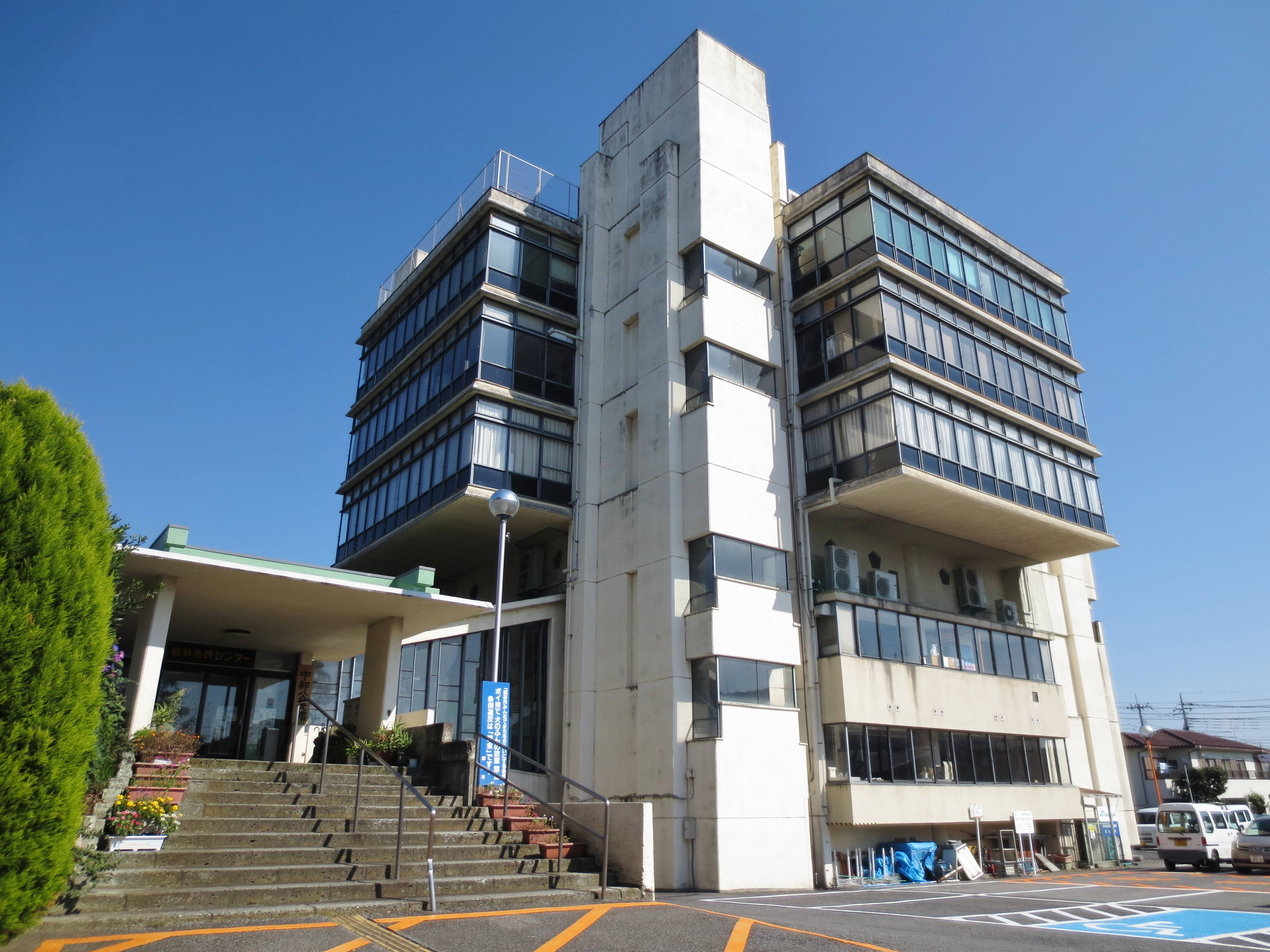
旧館林市役所庁舎（現・館林市市民センター）

  - 1936年 - 館林出身の版画家藤牧義夫が「ガード下のスパーク」を出展。1938年には第14回帝展に「給油所」を出品し入選。
  - 1939年 - 館林出身の彫刻家藤野天光がニューヨークの万国博覧会に出展。1947年には日本彫刻家連盟の設立に参加。
  - 1945年 - 米軍機による爆撃を受ける。2月10日に渡良瀬地区が空襲を受け、1人負傷。7月10日にも空襲を受け、3人死亡する。
  - 1954年 - 市制施行により館林町と郷谷、大島、赤羽、六郷、三野谷、多々良、渡瀬の各村が合併し、邑楽郡を離脱し館林市が誕生。初代館林市長は遠藤仁之輔。1956年には市章、館林市歌が制定。
  - 1958年 - 11月27日、皇太子明仁親王自身の強い意思により、皇室が始まって以来初めて庶民の中から妃が選ばれ、当市とゆかりの深い正田家より正田美智子が選ばれた。
  - 1959年 - 4月10日、皇太子明仁親王と正田美智子のご成婚当日、当市内目抜き通りにはお祝いする紅白の巨大なアーチや幕が飾られた。全国からマスコミが押しかけ、市内の道路には社旗をはためかせた取材車が走り回った。全市を挙げて奉祝行事を行い、家々には日章旗が掲げられた。
  - 1960年 - 茂林寺北側に広がる茂林寺沼とその一帯の湿原が県の天然記念物に指定される。
  - 1963年 - 館林市庁舎落成記念式典が挙行される。
  - 1970年 - 館林市民憲章が制定。
  - 1972年 - 東北自動車道館林インターチェンジが開通。館林まつりがはじまる。
  - 1974年 - 市制20周年記念。市の花、市の木、市の鳥が制定。館林城三の丸跡に館林文化会館、図書館がオープン。
  - 1978年 - 郷土資料館（現・第一資料館）がオープン。
  - 1981年 - 館林市市役所が現在の新市庁舎に移転する。城沼総合体育館、第二資料館がオープン。
  - 1983年 - 皇太子ご夫妻が、館林に。あかぎ国体ご臨席のため行啓される。
  - 1984年 - 市制施行30周年記念。「館林市民のつどい」を開催。
  - 1986年 - 三の丸芸術ホール、城沼市民プールがオープン。
  - 1987年 - 田山花袋記念館、勤労青少年ホームがオープン。

- 平成時代

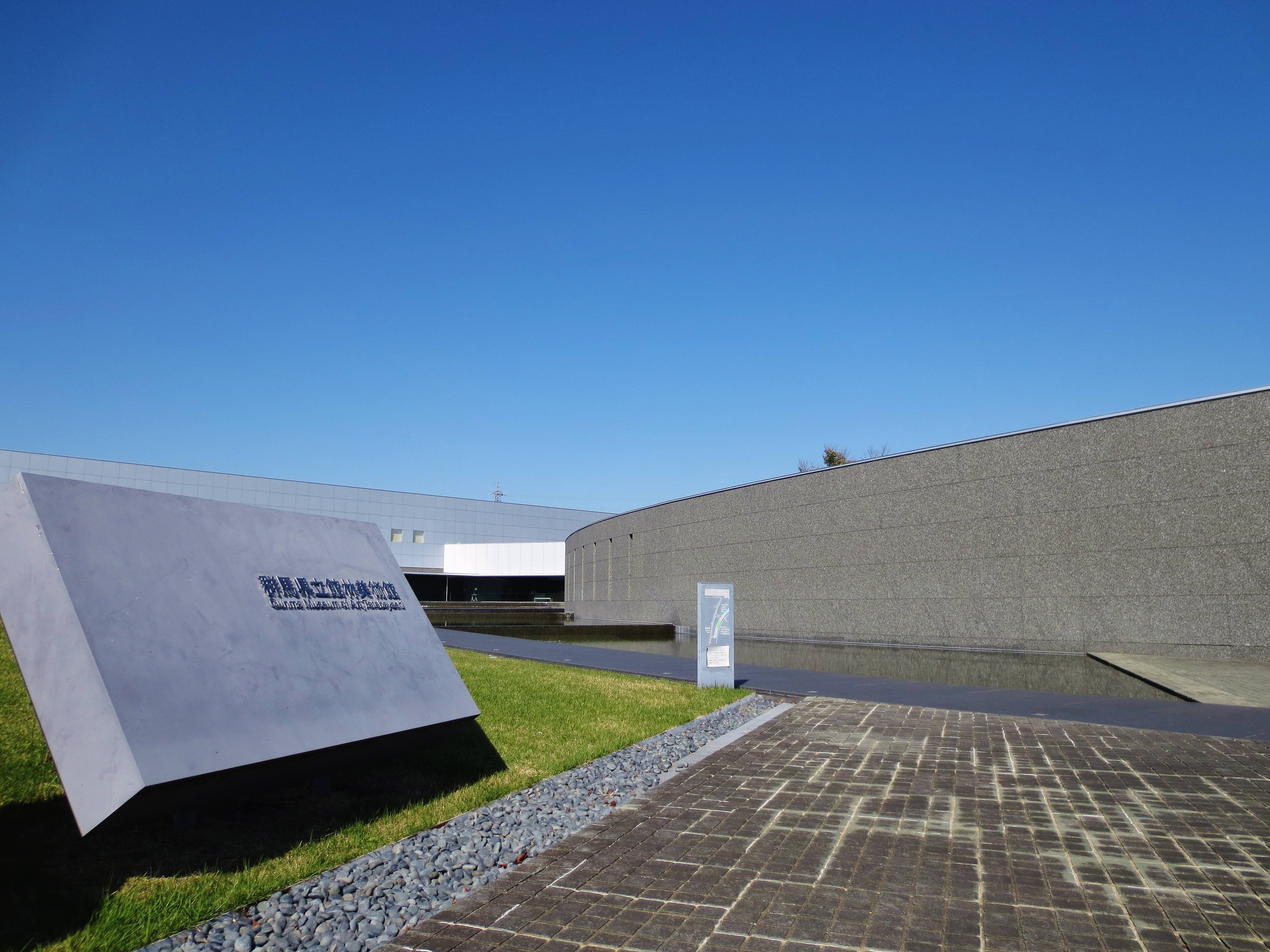
群馬県立館林美術館

  - 1989年 - 約2キロの保安林に彫刻の小径が完成。
  - 1991年 - 館林子ども科学館（現・向井千秋記念子ども科学館）がオープン。プラネタリウムの全天周映画上映開始。
  - 1993年 - 総合福祉センターがオープン。
  - 1994年 - 市制施行40周年記念式典が開催される。当市出身の向井千秋がNASAのスペースシャトルで日本人女性初となる宇宙飛行を達成。
  - 1998年 - 向井千秋が日本人初となる2度目の宇宙飛行を達成。
  - 2001年 - 県内2館目となる群馬県立館林美術館がオープン。「自然と人間」をテーマに「シロクマ」などの近現代美術作品を展示。
  - 2004年 - 市制施行50周年記念式典が盛大に挙行される。
  - 2005年 - 大西飛行場で撮影された映画『ALWAYS 三丁目の夕日』が大ヒットを記録
  - 2007年 - 館林駅開業100周年。全国で観測史上8位となる最高気温40.3℃の猛暑日を記録。
  - 2009年 - 7月27日、F2スケール（風速約50m~69m）の竜巻が発生、21人が重軽傷を負う災害が発生。歴史の小径事業を開始（1.5キロにわたり歴史的建造物を移築し整備）。12月には館林駅の新駅舎が完成し東西通路が竣工。
  - 2012年 - 日清製粉株式会社が製粉の歴史を学べる博物館、製粉ミュージアムを創業の地である当市にオープン。

- 令和時代
  - 2019年 -  5月20日、市内にある沼とそこで暮らしてきた人びとが沼と共生することによって育まれた沼辺文化が「里沼（SATO-NUMA）－『祈り』『実り』『守り』の沼が磨き上げた館林の沼辺文化―」として、令和元年度文化庁「日本遺産」に認定される[19]。

## 行政
- 市長：多田善洋（2021年4月2日就任、2期目）

### 歴代市長
| 代 | 氏名       | 就任                       | 退任                       | 備考 |
| -- | ---------- | -------------------------- | -------------------------- | ---- |
| 1  | 遠藤仁之輔 | 1954年（昭和29年）5月15日  | 1970年（昭和45年）5月14日  |      |
| 2  | 岩上泰治   | 1970年（昭和45年）5月15日  | 1977年（昭和52年）11月14日 |      |
| 3  | 山本達司   | 1977年（昭和52年）12月25日 | 1997年（平成9年）12月24日  |      |
| 4  | 中島勝敬   | 1997年（平成9年）12月25日  | 2007年（平成19年）2月28日  |      |
| 5  | 安樂岡一雄 | 2007年（平成19年）4月22日  | 2017年（平成29年）2月12日  |      |
| 6  | 須藤和臣   | 2017年（平成29年）4月2日   | 2021年（令和3年）4月1日    |      |
| 7  | 多田善洋   | 2021年（令和3年）4月2日    |                            |      |

## 立法

### 市議会
- 市議会：定数18名[20]

### 県議会
- 選挙区：館林市選挙区
- 定数：2名
- 任期：2023年（令和5年）4月30日 - 2027年（令和9年）4月29日[21]

| 議員名   | 会派名     | 備考 |
| -------- | ---------- | ---- |
| 須藤和臣 | 自由民主党 |      |
| 松本隆志 | 自由民主党 |      |

### 衆議院
- 任期 ： 2024年（令和6年）10月27日 - 2028年（令和10年）10月26日（「第50回衆議院議員総選挙」参照）

| 選挙区                                | 議員名     | 党派名     | 当選回数 | 備考     |
| ------------------------------------- | ---------- | ---------- | -------- | -------- |
| 群馬県第3区（館林市、太田市、邑楽郡） | 笹川博義   | 自由民主党 | 5        | 選挙区   |
| 群馬県第3区（館林市、太田市、邑楽郡） | 長谷川嘉一 | 立憲民主党 | 2        | 比例復活 |

## 警察・消防
- 館林警察署
- 館林地区消防組合（館林市、邑楽郡で構成）
  - 館林消防署
    - 西分署
    - 北分署

## 経済

### 地元企業

#### 本拠を置く企業
- 赤城車体工業
- 正田醤油
- 神薬工業
- 館林ガス
- 館林観光バス
- 館林信用金庫
- つゝじ観光バス
- 手島精管
- とりせん
- ニプロ医工
- 花山うどん
- 三桝家・三桝屋（麦落雁）

#### その他
- 日清製粉
  - 館林うどん

### 商業施設
- アゼリアモール（楠町）[22]
- アクロス館林（近藤町）[23]
- ヤマダデンキテックランド館林店（瀬戸谷町）

### 金融機関
- 群馬銀行 館林支店、館林南支店
- 東和銀行 館林支店、館林駅前支店
- 足利銀行 館林支店
- みずほ銀行 館林支店 - ※東毛地区唯一の支店かつ、群馬県内唯一の旧第一勧業銀行店舗。（それ以外の群馬県内支店は店舗統廃合により、最終的に廃店もしくは旧富士銀行側へ統合）
- 館林信用金庫 本店、南支店、西支店、北出張所、館林市役所出張所
- 桐生信用金庫 館林支店　※平成23年11月　大泉支店と統合したため2021年現在、館林市に店舗は存在しない。ＡＴＭコーナー「ベルク館林大街道店出張所」に関しても2021年1月に閉店している。
- ぐんまみらい信用組合 （旧 東群馬信用組合）館林支店　※店舗は残るが利用はATMコーナーのみ。2021年現在、窓口業務は高林支店(所在：太田市南矢島町449-1)が受け継いでいる。
- 中央労働金庫 館林支店
- 邑楽館林農業協同組合 本所、大手町支所など
- 館林郵便局

など

### 特産品
- 麦落雁
- 醤油
- 地酒
- うどん
- つつじ
- 綿織物（館林唐桟）

## 姉妹都市・提携都市
館林市が交流を持つ都市は以下の通り。

### 海外
- サンシャイン・コースト市（オーストラリア クイーンズランド州）
  - 1996年7月9日 マルーチー市と姉妹都市提携[25]

1995年、それぞれ姉妹都市を探す館林市とマルーチー市が交渉を持ち、翌年提携。2008年にマルーチー市は自治体合併によりサンシャインコースト市となった。市民団や中学生などの相互交流が行われている。
- 崑山市（中華人民共和国江蘇省）
  - 2004年10月25日 友好都市提携[25]

2001年、中国駐日大使館参事官が館林を訪問したことを契機に各種相互訪問が始まる。

### 国内
榊原康政公ゆかりの都市
- 豊田市（愛知県）
- 姫路市（兵庫県）
- 上越市（新潟県）

豊田市・姫路市・上越市とは、1985年より榊原康政（館林城初代城主）に縁のある「榊原公ゆかり都市」として「四市市長懇談会」（「榊原サミット」）を開催する関係にある。1996年5月29日には、災害時相互応援協定（「榊原公ゆかり都市災害時相互応援に関する協定」）を結んでいる。
その他の交流都市
また、次の都市が館林市ウェブサイトでは交流都市に挙げられている。交流名義は館林市ウェブサイトによる。
- 天童市（山形県）
  - 2001年（平成13年） 相互交流協定締結
  - 2008年（平成20年）10月1日 災害時における友好都市相互応援に関する協定書締結[28]。

江戸時代幕末期、館林藩（秋元家）の領地の飛び地が天童市域にあった縁。観光・物産での交流が行われている。
- 上山市（山形県）
  - 2014年（平成26年） スポーツ交流協定締結

1987年（昭和62年）以来、両市の少年サッカーチームが交流を持っていることから。
- 名護市（沖縄県）
2009年（平成21年） 友好都市協定締結

「日本花いっぱい大会」など、花を通じた都市間交流が展開されている。
災害時相互応援協定
「大規模災害時における相互応援に関する協定書」を、桐生市・太田市・みどり市（以上群馬県）、足利市・佐野市（以上栃木県）、志木市と行田市
（以下埼玉県）、昭島市・練馬区（以上東京都）、龍ケ崎市（茨城県）との間で締結している。このほか、各種の災害時相互応援協定を近隣自治体や上述「榊原康政公ゆかり都市」などと結んでいる。

## 教育

### 大学・短期大学

#### 廃校
- 私立
  - 関東短期大学（2020年、廃止）

### 高等学校
- 群馬県立館林高等学校（富士原町）
- 群馬県立館林女子高等学校（尾曳町）
- 関東学園大学附属高等学校（大谷町）

### 中学校
- 館林市立第一中学校（台宿町）
- 館林市立第二中学校（加法師町）
- 館林市立第三中学校（青柳町）
- 館林市立第四中学校（上赤生田町）
- 館林市立多々良中学校（西高根町）

### 小学校
- 館林市立第一小学校（代官町）
- 館林市立第二小学校（本町三丁目）
- 館林市立第三小学校（尾曳町）
- 館林市立第四小学校（大島町）
- 館林市立第五小学校（羽附町）
- 館林市立第六小学校（新宿二丁目）
- 館林市立第七小学校（上三林町）
- 館林市立第八小学校（西高根町）
- 館林市立第九小学校（足次町）
- 館林市立第十小学校（近藤町）
- 館林市立美園小学校（美園町）

### 幼稚園
- 館林市立東幼稚園（大島町）
- 館林市立西幼稚園（近藤町）
- 館林市立南幼稚園（本町三丁目）
- 館林市立北幼稚園（台宿町）
- 館林市立杉並幼稚園（新宿二丁目）
- 私立常楽幼稚園（木戸町）

### 保育園
公立
- 館林市立東保育園（瀬戸谷町）
- 館林市立南保育園（本町三丁目）
- 館林市立六郷保育園（新宿二丁目）
- 館林市立多々良保育園（日向町）
- 館林市立渡瀬保育園（足次町）
- 館林市立美園保育園（美園町）
- 館林市立高根保育園（北成島町）
- 館林市立松波保育園（高根町）

私立
- ルンビニ保育園（赤生田本町）
- 聖ルカ保育園（大街道三丁目）
- 双葉保育園（松原一丁目）
- ももの木保育園（花山町）
- 青柳保育園（青柳町）

### 認定こども園
- 認定富士こども園（富士見町）
- 認定こども園MINOYA（上三林町）

### 特別支援学校
- 群馬県立館林特別支援学校（上三林町）
- 群馬県立館林高等特別支援学校 (上三林町)

### 学校教育以外の施設
- 館林地区高等職業訓練校（館林地区職業訓練運営会が運営する認定職業訓練施設）

## 交通

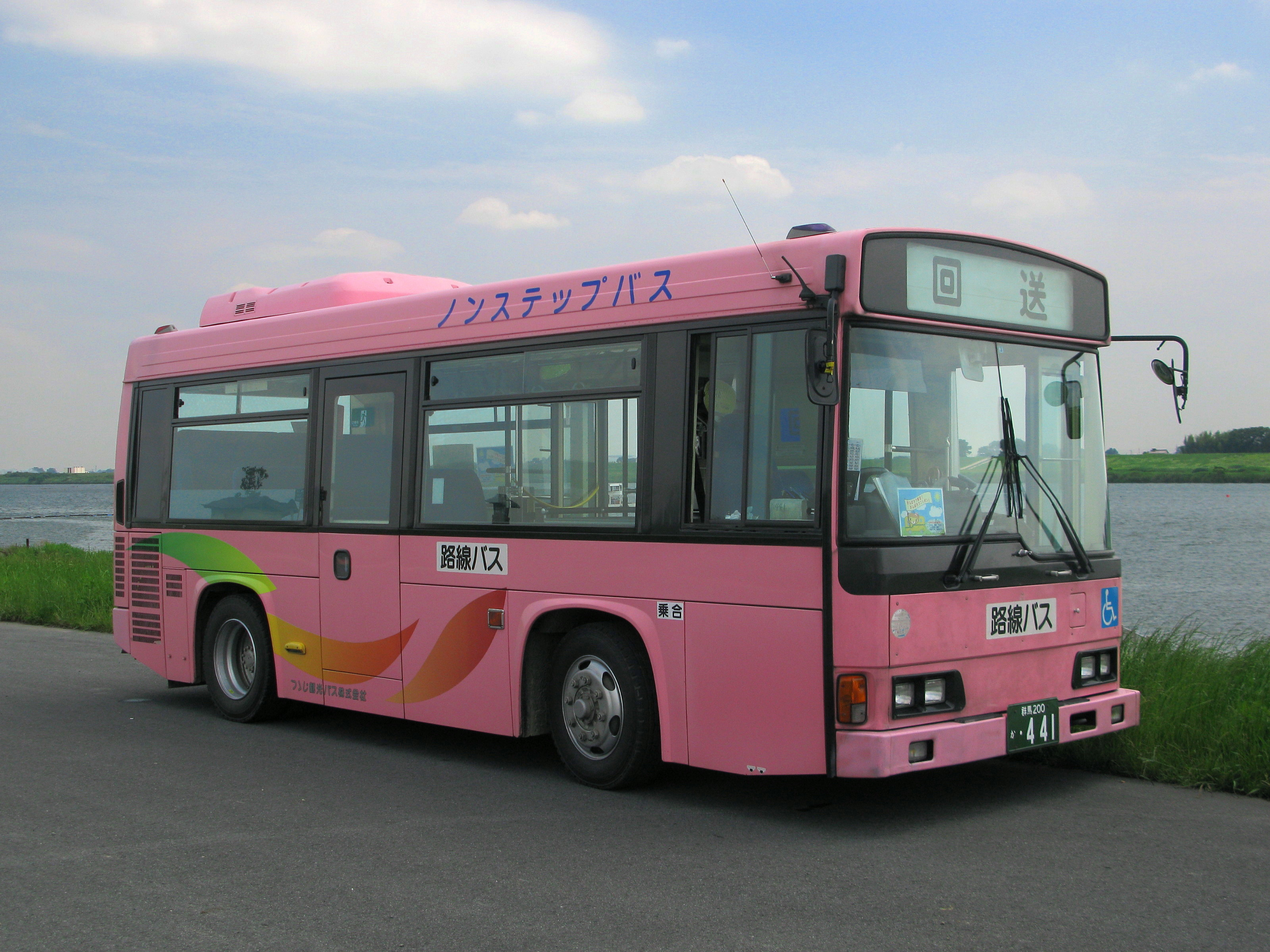
館林都市圏に広がる広域公共路線バス（市外で撮影）

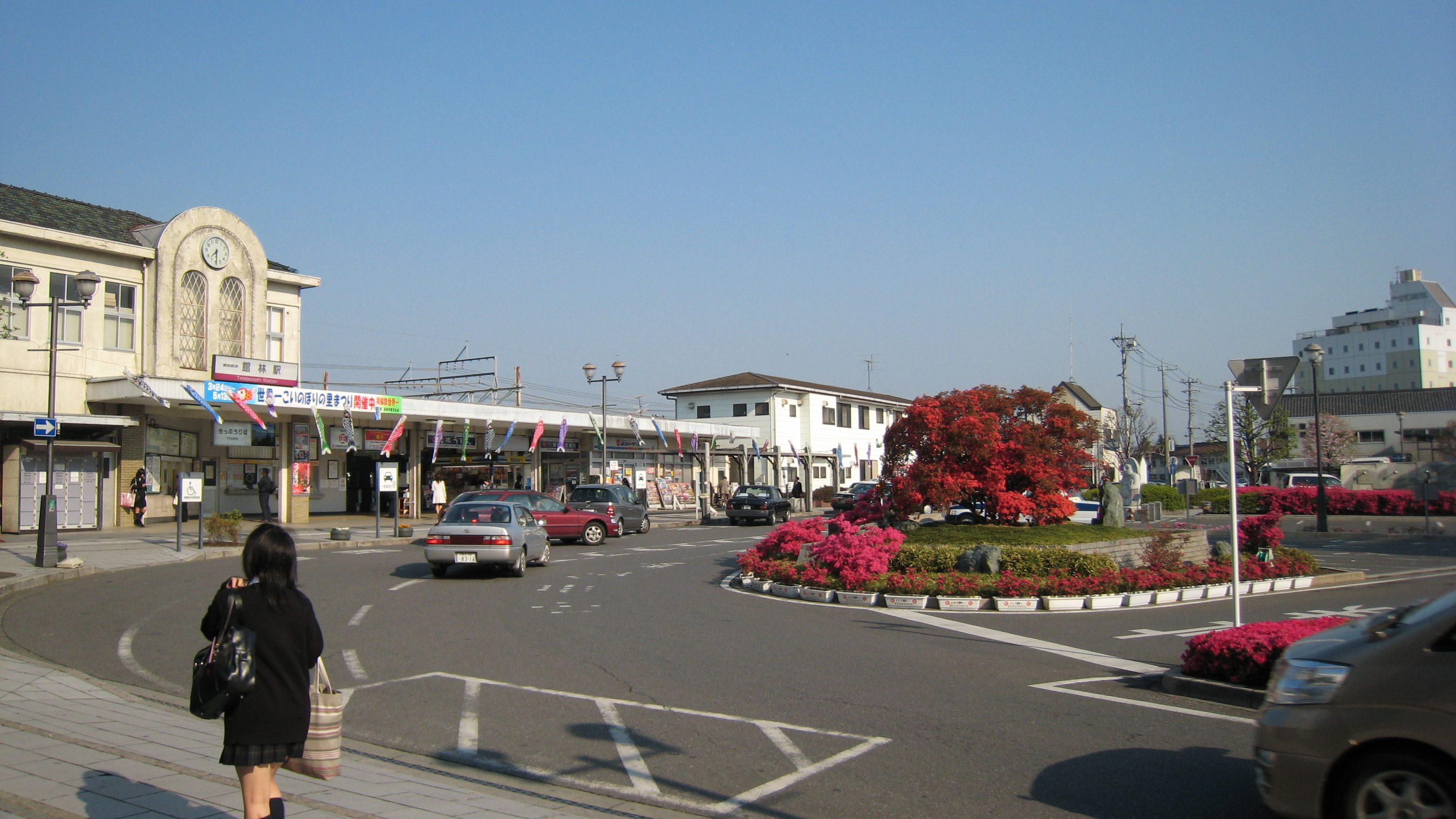
市の中心的存在・館林駅前広場

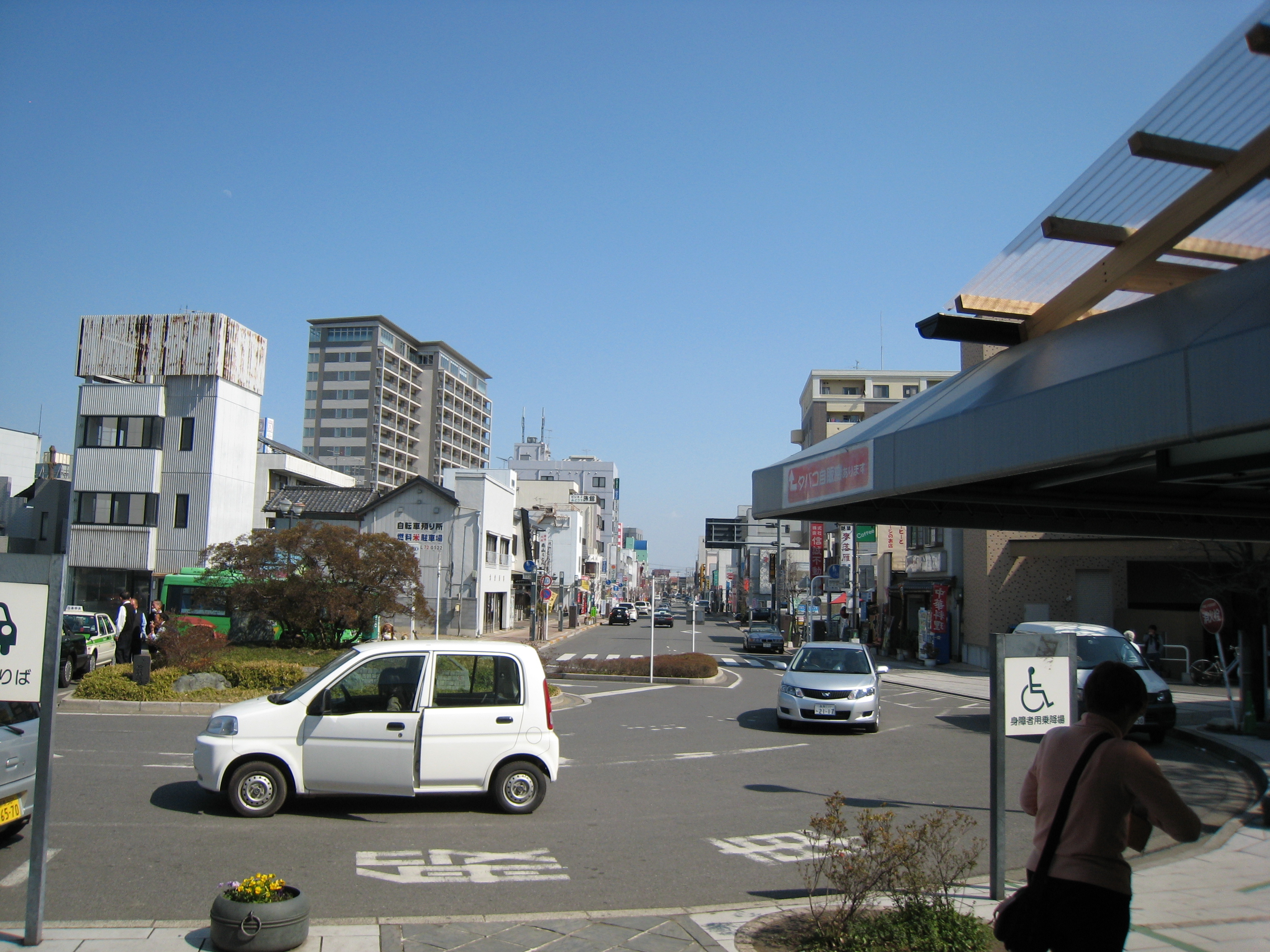
駅前通り（通称：てんしゃば通り）。1986年に公募によって名づけられた。

### 主要都市までの距離
県境付近に位置するため、半径10 - 15km圏に栃木県（佐野市、足利市）、埼玉県（羽生市）、15 - 20k圏に群馬県（太田市）茨城県（古河市）、埼玉県（熊谷市、加須市、行田市）、25 - 30km圏に群馬県（桐生市、伊勢崎市）、栃木県（小山市、栃木市）、埼玉県（久喜市、鴻巣市、深谷市）などのそれぞれ4県の市がある。
- 前橋市まで約50km
  - 群馬県内の市では最も遠い。
- 宇都宮市まで約55km
  - 東北自動車道があるため、前橋よりもアクセスが良い。また、東北自動車道は川口JCTから宇都宮ICまで6車線で整備されている。
- さいたま市（大宮）まで約45km
  - 東北自動車道があるため、前橋や高崎よりもアクセスが良い。
  - 本市から最も近い県庁所在地である。
  - 鉄道路線は館林駅から久喜駅を経由し、JR宇都宮線が接続する。
- 高崎市まで約60km
  - 前橋と同じく群馬県内の市では最も遠い。
- 東京都心まで約70km
  - 群馬県内の市では最も近い。

### 鉄道
- 東武鉄道
  - 伊勢崎線：茂林寺前駅 - 館林駅 - 多々良駅
  - 佐野線：館林駅 - 渡瀬駅
  - 小泉線：館林駅 - 成島駅

市の中心・館林駅は関東北部に広がる東武鉄道の鉄道路線網の核的存在の一つ。東京（北千住・浅草）方面と両毛地域3方面（太田・佐野・小泉）が分かれる。東京の浅草駅から館林駅までは特急列車「りょうもう」で約60分。大宮駅までは館林駅から久喜駅でJR宇都宮線に乗り換え約50分である。伊勢崎線の普通列車は館林駅を境に運行形態が異なっており、館林駅以北では全ての普通列車がワンマン運転を行うほか、系統も館林駅以南とは分断されているため、乗り換えが必要である。

### 路線バス

#### コミュニティバス
コミュニティバス「広域公共路線バス (館林市外四町)」を館林市および邑楽郡邑楽町・千代田町・明和町・板倉町の1市4町で共同運営している。単に「路線バス」とも呼ばれ、系統名も多用される。路線は館林駅を中心に市内各地・周辺市町へ伸び、また一部の系統を除き館林厚生病院を発着する。
館林市の「広域公共路線バス」の特徴は「広域・独占・低運賃・簡単」である。これは極力民営バスにありがちなデメリット（運行の偏り・事業者毎の分断・高い運賃・系統などのわかりにくさ）を取り除いたためである。この背景にあるのは「路線バスが存在しない市」の経験である。
1970年代頃までは、東武鉄道（現：東武バス）を含めて民間3社が市内や周辺自治体への路線バスを運行していたが、モータリゼーションの進行に加えて比較的平坦な土地だったことから自転車が普及し、路線バス利用者が減少したため、1980年頃から路線の廃止が進み、1986年12月31日限りで茨城県古河市・栃木県下都賀郡藤岡町（現・栃木市）を結ぶ2路線が廃止された。これにより、当時日本に653あった市のなかで唯一「路線バスが存在しない市」となった。
その後、高齢者へのタクシーチケット配布の時期を経て、1993年から地元事業者2社に委託する形で広域公共路線バスの運行を開始。完全自治体主導による全市的かつ都市圏内共同の路線バス再構築が行われた。「路線バスが存在しない市」を経験した経緯を踏まえて利用しやすい特徴を持たせたため、地域の足として維持しようという意識も高く利用が多い。
各路線の詳細については「広域公共路線バス (館林市外四町)」の記事を参照。

#### 高速バス
日本中央バスが運行する高速バスが、館林市役所と同社の館林バスセンター（赤生田町·2017年3月閉鎖）に停車する。
- 「伊勢崎・桐生-羽田空港線」館林市役所 - 羽田空港（日本中央バス、東京空港交通が共同運行）
- 「シルクライナー」館林市役所 - 館林バスセンター - 金山駅南口 - 名古屋駅太閤通口 - JR奈良駅東口 - 大阪OCAT（日本中央バス）
- 「シルクライナー」館林市役所 - さいたま新都心駅東口 - 京都駅八条口 - なんばOCAT  (日本中央バス)
- 「仙台ライナー」館林市役所 - 館林バスセンター - 仙台駅東口（日本中央バス）

### 道路

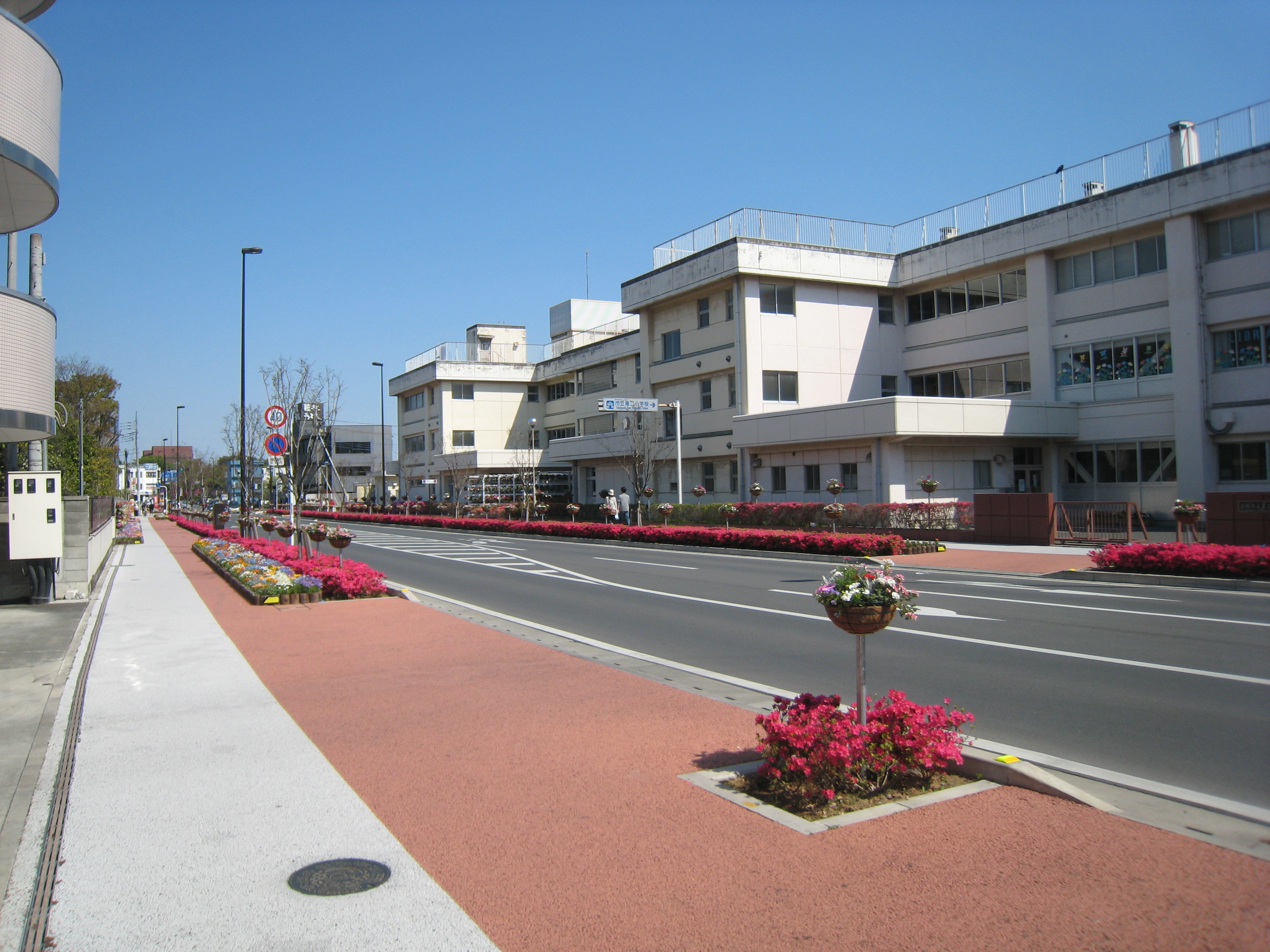
館林駅前通り線（愛称：花のまちクイーンズ通り）。愛称は2009年4月に62通の応募の中から決定された。

- 高速道路
  - E4東北自動車道 (6) 館林インターチェンジ
- 一般国道
  - 国道122号
  - 国道354号
- 都道府県道
  - 群馬県道2号前橋館林線
  - 群馬県道7号佐野行田線
  - 群馬県道8号足利館林線
  - 群馬県道57号館林藤岡線
  - 群馬県道83号熊谷館林線
  - 群馬県道314号古戸館林線
  - 群馬県道361号矢島大泉線
  - 群馬県道372号つつじが岡線

## 名所・旧跡・観光スポット・祭事・催事
- 城沼（館林城の近くにあることから）
- 多々良沼（白鳥の越冬地として有名）
- 群馬県立館林美術館
- 向井千秋記念子ども科学館
- 製粉ミュージアム（製粉の歴史博物館）

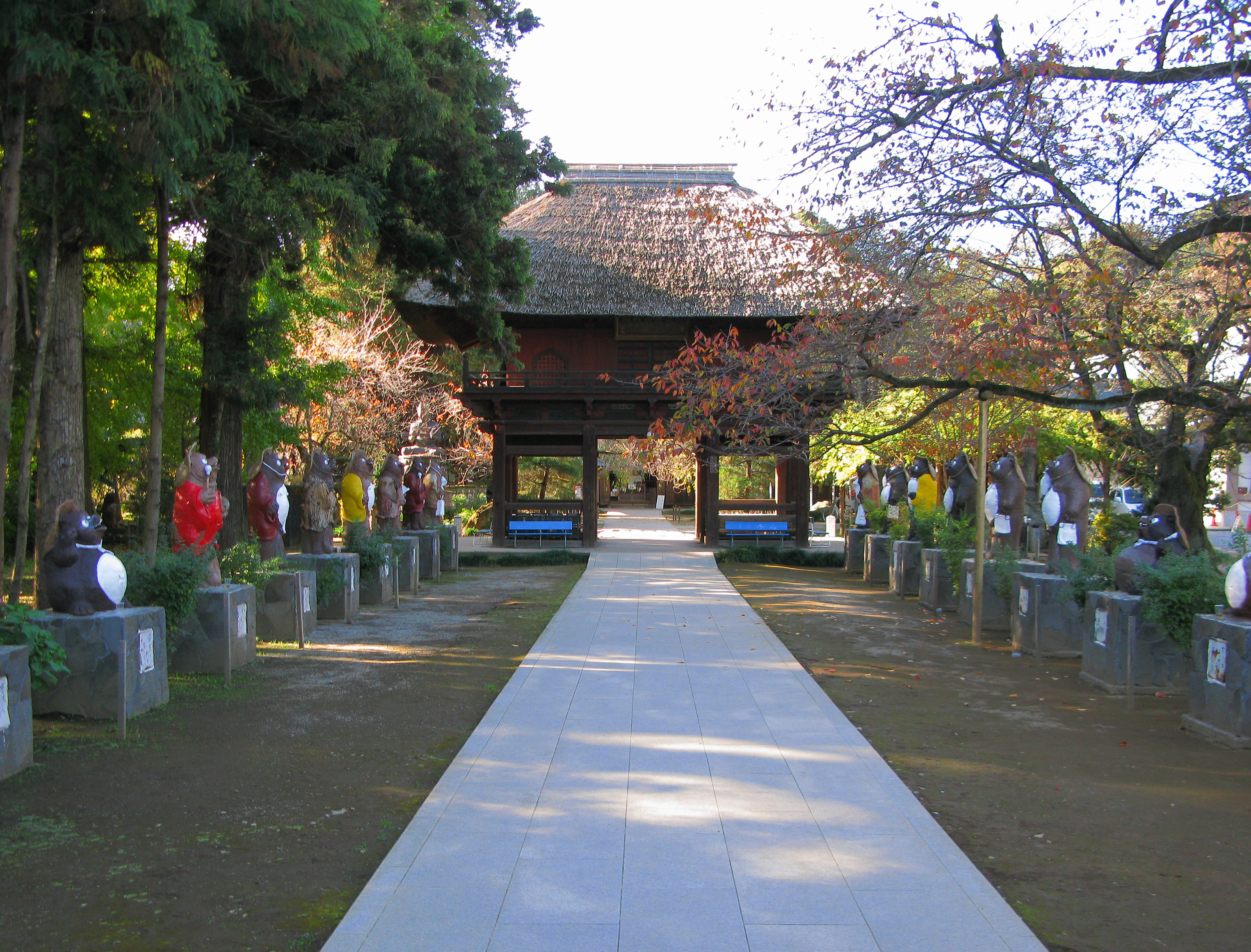
茂林寺

- 尾曳稲荷神社(館林城鬼門の鎮守、築城伝説で有名)
- 宵稲荷神社(館林城築城伝説始まりの地)
- 夜明稲荷神社(館林城築城伝説終わりの地)
- 青梅神社(菅原道真の飛梅伝説4社の1つ)
- 長良神社(邑楽館林地区の守神、藤原長良を祀る)
  - 代官町の長良神社(館林の総鎮守)
  - 台宿町の長良神社(代官町長良神社の旧社殿で創建)
  - 新宿の長良神社(元新宿村の総鎮守)
- お茶のおばあさん(400年近い歴史を持つ小祠)
- 雲龍寺（田中正造の墓）
- 善導寺（榊原康政の墓）
- 観性寺（材木町の薬師様）
- 彫刻の小径
- 田中正造記念館
- 館林城跡
- 縄文邑
- 鶴生田川
  - 「世界一こいのぼりの里まつり」が行われ、こいのぼりの数は、およそ5640体。開催期間は5月13日までである。
  - 2004年3月27日-5月9日まで行われた「世界一こいのぼりの里まつり」での掲揚数5283体をもって、2005年5月5日付けで、ギネス社より「一番多く・一つの地域で同時に揚げてあるウインドウソックス」という部門で世界記録に認定された。
- 東武トレジャーガーデン（旧、ザ・トレジャーガーデン館林） - 2021年6月閉園
  - 日本最大級の薔薇のロングボーダーガーデンがある。
- 狩野ぼたん園 - 2014年一般公開終了
- 谷越ビル - 2021年解体

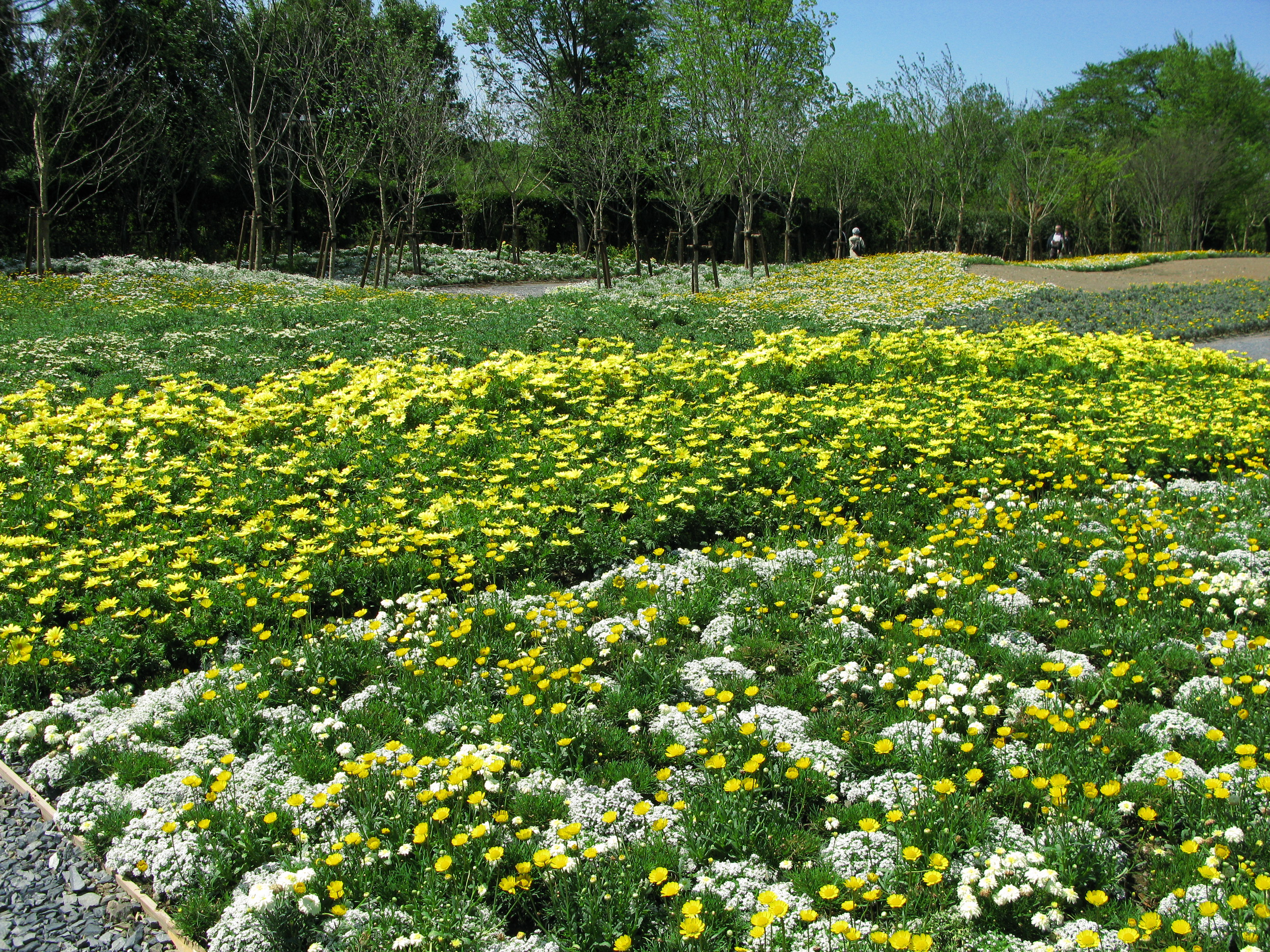
東武トレジャーガーデン
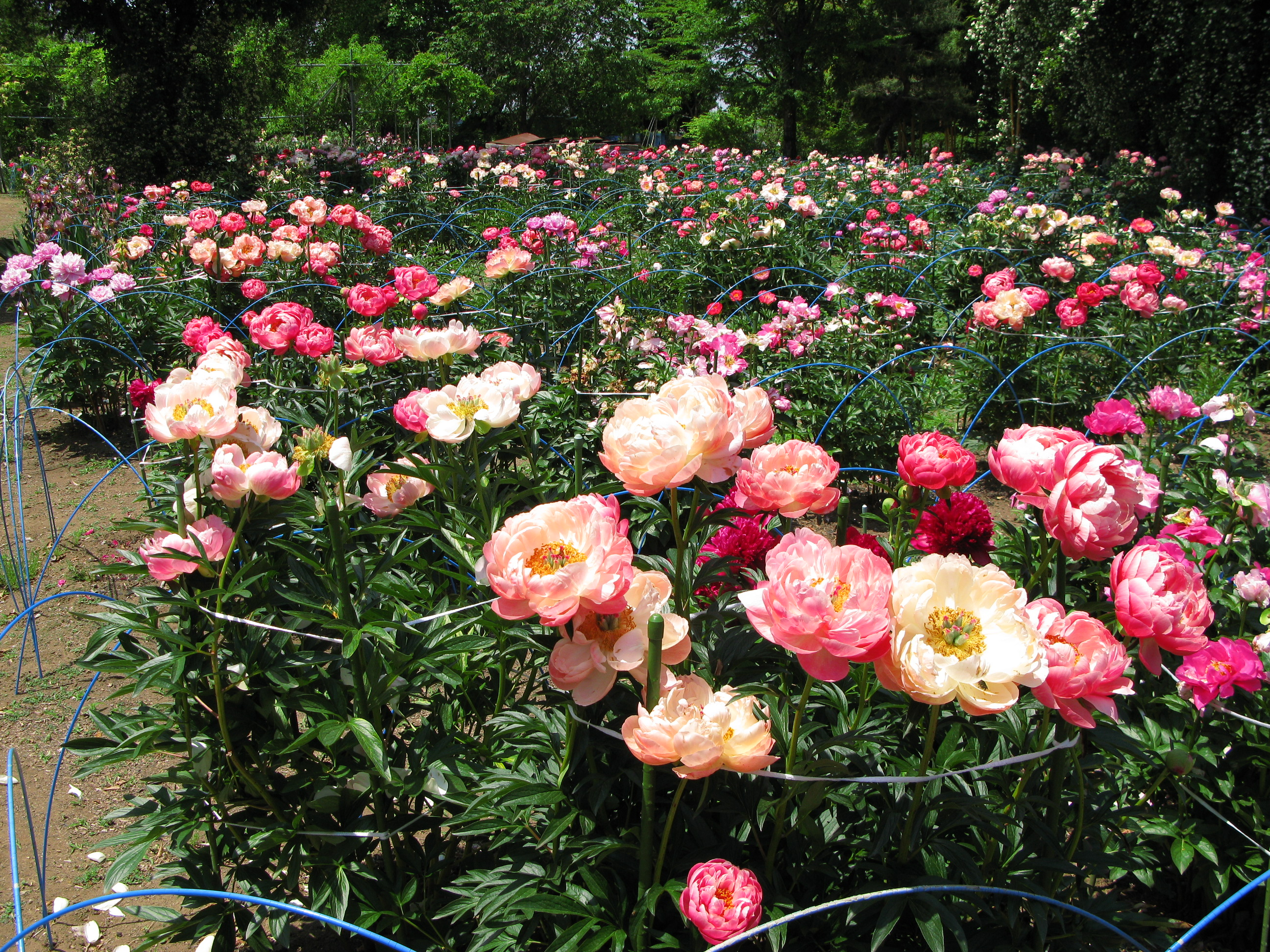
狩野ぼたん園
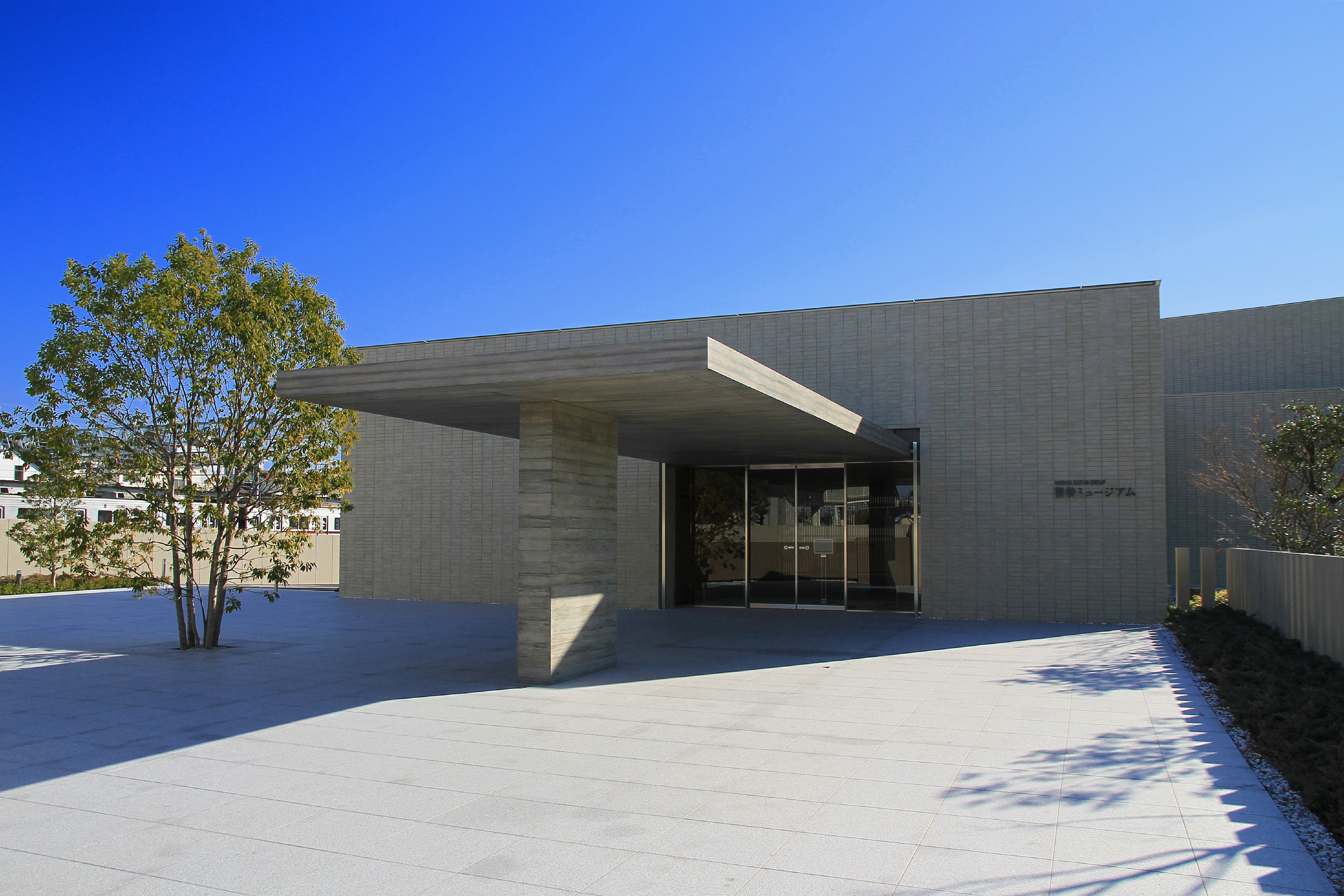
製粉ミュージアム
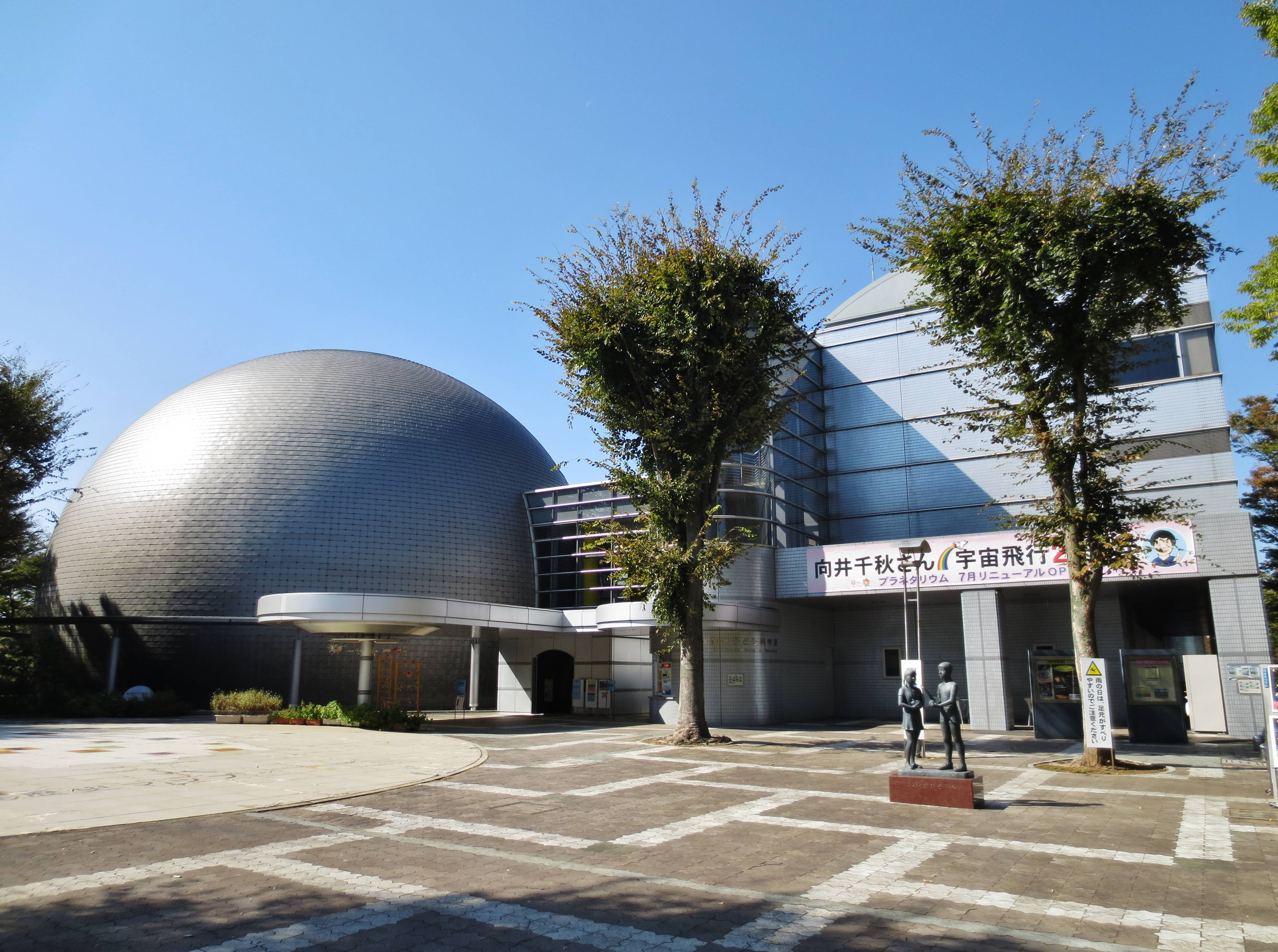
向井千秋記念子ども科学館
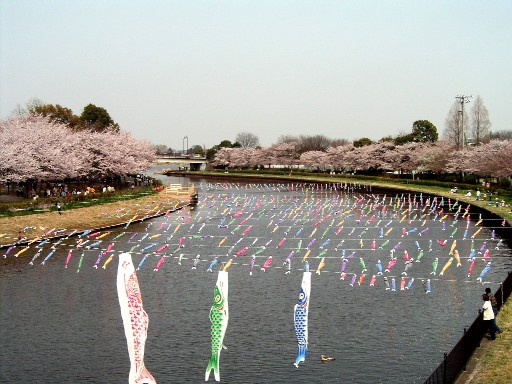
鶴生田川のこいのぼり

### 上毛かるた関連
- 「は」
  - つつじが岡公園
    - 勾当内侍遺愛のツツジ

  - 善長寺
- 「ふ」
  - 茂林寺
    - ラカンマキ　―　群馬県の天然記念物
    - 分福茶釜

  - 茂林寺沼
    - 低地湿原

  - 巌谷小波の童話碑
- 「ほ」
  - 田山花袋旧宅
  - 田山花袋記念文学館
  - 旧上毛モスリン事務所　―　群馬県の重要文化財
  - 鷹匠町武家屋敷「武鷹館」
  - 館林城士橋門

## 著名な出身者

### 政治・経済
- 正田文右衛門 (3代) - 正田醤油の醸造家。
- 正田貞一郎（実業家） - 日清製粉の創業者。上皇后美智子の祖父。
- 正田英三郎（実業家） - 日清製粉の社長。上皇后美智子の父。
- 星野唯三（実業家） - 日清製粉の社長。
- 南条新六郎（実業家） - 日本製粉の設立者。
- 南条金雄（実業家） - 三井物産の会長。大正海上火災保険の会長。
- 前原壬子雄（実業家） - とりせんの創業者。
- 前原章宏（実業家） - とりせんの社長。
- 川村喜十郎（実業家） - DIC創業者。
- 谷津義男 - 元衆議院議員、元農林水産大臣
- 福井盛太 - 元衆議院議員、元検事総長
- 須藤和臣 - 元館林市長
- 多田善洋 - 館林市長

### 学術
- 小川晃一 - 北海道大学名誉教授。
- 坂村貞雄
- 正田建次郎（数学者） - 大阪大学名誉教授。
- 平塚浩士 - 群馬大学学長
- 丸山不二夫

### 文化・芸能
- 相沢巧弥子（歌手）
- 荒井閑窓（俳人）
- 荒井つかさ - 日本レースクイーン大賞2015グランプリ受賞。
- あらいすみれ - 17歳でミス日本（2007年現在最年少記録）
- 石川源三郎 - 教育者、宗教家、世界初のバスケットボールの試合の参加者
- 大沢豊子 - 日本初の女性速記者、後にジャーナリスト
- 笠原紳司（俳優）
- 岸浪百草居（日本画家） - （1889年-1953年）
- 北詰友樹（俳優）
- 清瀧千晴（バレエダンサー）
- 小室翠雲（日本画家）
- 小林洋祐（映像作家）
- 宗次郎（オカリナ奏者）
- 田山花袋　―　作家
- 根岸弥生
- 原恵一（アニメーション監督）
- ビリー - ギターウルフ
- 藤牧義夫（版画家）
- 藤野天光（彫刻家）
- 前山巨峰（俳人）
- 松林らんぜ（マルチタレント）
- 松本夜詩夫（俳人）
- 柳家蝠丸

### スポーツ
- 小川龍成（プロ野球選手） - 千葉ロッテマリーンズ所属
- 佐々木昌信 （元プロ野球審判員）
- 茂原岳人（元プロサッカー選手）
- 庄司朋乃也（プロサッカー選手） - セレッソ大阪所属
- 岩尾憲（プロサッカー選手） - 浦和レッズ所属
- 木村浩一郎（プロレスラー） - DDTプロレスリングに参加、基本的にフリー
- 茂木正淑（プロレスラー） - プロレスリング・ナイトメア所属
- 栁田大輝（陸上競技選手）

### その他
- 生田万 - 国学者
- 荒井静野 - 国学者、歌人。生田万の経済的支援者
- 岡谷繁実 - 名将言行録
- 見城美枝子（アナウンサー、エッセイスト）
- 向井千秋（宇宙飛行士）
- こうちゃん（クイズプレイヤー、YouTuber） - 元QuizKnock所属

## 館林市ゆかりの人
- 東喜代駒 - 東京漫才の始祖の一人とされる昭和初期に活躍した漫才師。館林生まれ
- 大谷休泊 - 防風林や用水路などの事業を行う
- 北尾重光 - 浮世絵、絵馬作家。江戸出身、邑楽館林で活躍。
- 榊原康政 - 初代館林藩主。徳川四天王の1人
- 徳川綱吉 - 館林城主。江戸幕府5代将軍
- 田中正造 - 足尾銅山鉱毒事件。雲龍寺に墓
- 福田啓作 - 邑楽館林地方を探求した郷土史家。邑楽郡千代田町出身。
- 川島維知 - 邑楽館林地方を探求した郷土史家。栃木県足利市出身。
- 上皇后美智子 - 戦時中の疎開先。祖父・父の出身地
- 上武洋次郎 - レスリング選手。群馬県立館林高等学校出身。
- 岡谷荘三郎 - 上野館林秋元家来。外国奉行塚原昌義の従者として谷村左右助勝武の名で万延元年遣米使節に参加、館林藩士初の世界一周経験者となる[32]。

## 館林市に関連する作品

### アニメ
- 宇宙よりも遠い場所(2018年) - 序盤の舞台。